# 欧邦日
欧邦日（法語：Aubange，法語發音：[obɑ̃ʒ] ⓘ）是比利时瓦隆大区盧森堡省阿爾隆區的一座城市，位于比法卢三国交界处，通行法语，是比利时法语社群的一部分，面积45.60平方千米，人口16,927人（2018年1月1日）。